# Alter Friedhof von Neuilly-sur-Seine
Koordinaten: 48° 52′ 54″ N, 2° 15′ 52″ O

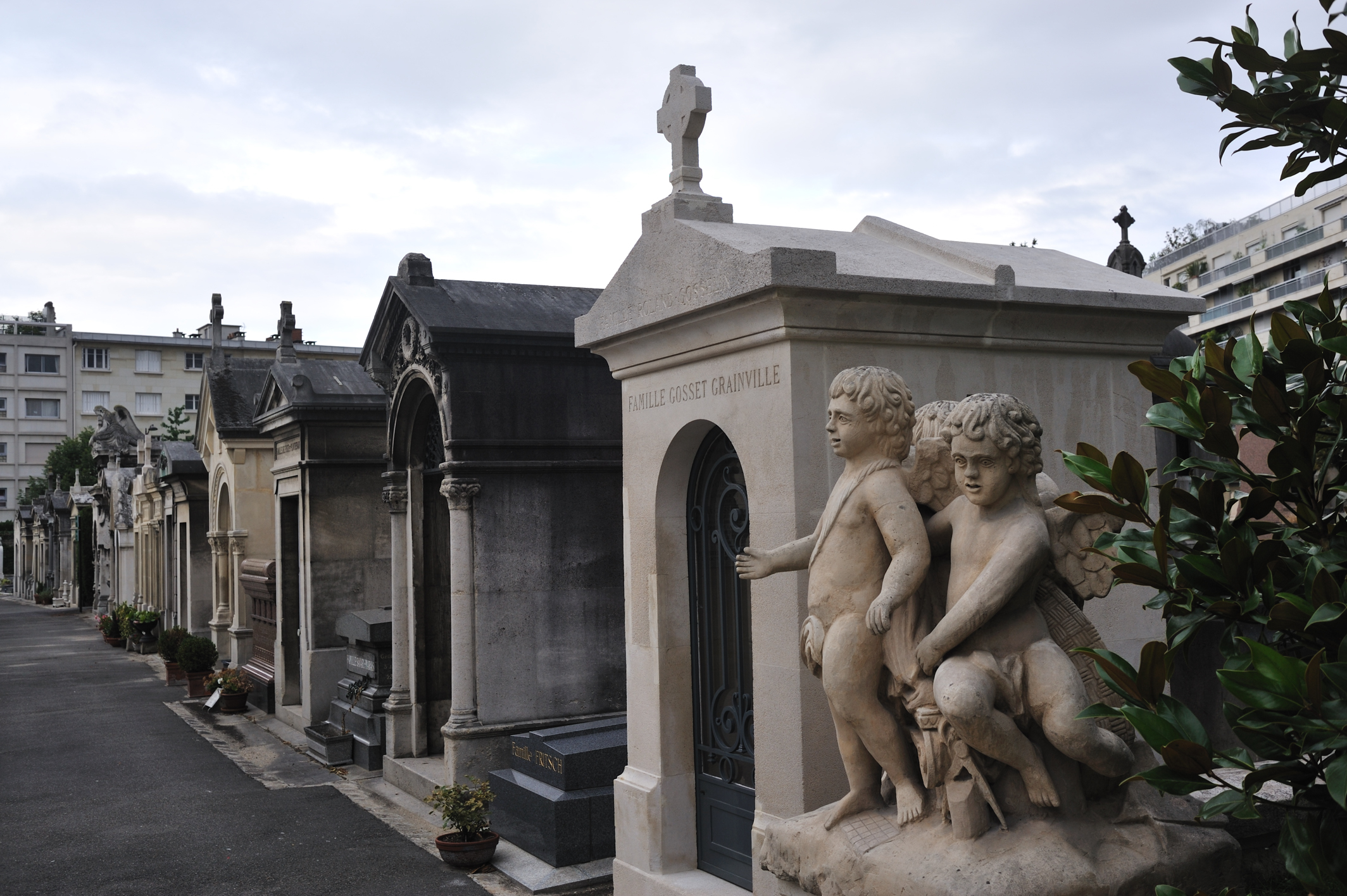
Der alte Friedhof

Der alte Friedhof von Neuilly-sur-Seine (französisch Cimetière ancien de Neuilly) im Département Hauts-de-Seine befindet sich an der „Rue Victor-Noir“. Der relativ kleine Friedhof ist berühmt für seine Gräber mit Skulpturen, Büsten und Medaillons aus dem 19. Jahrhundert.

## Geschichte
Der Friedhof wurde 1803 eröffnet. Man nennt ihn den „alten Friedhof“, da er durch einen größeren ersetzt werden musste. 1884 erwarb die wohlhabende, aber kleinflächige Pariser Vorstadtgemeinde Neuilly-sur-Seine ein Areal in der Nachbargemeinde Puteaux, das später über deren Gemeindegrenze nach Nanterre ausgedehnt wurde. In diesen beiden Gemeinden befindet sich der neue Friedhof von Neuilly (Cimetière nouveau de Neuilly). Der alte Friedhof wurde offiziell am 7. November 1919 aufgegeben. Dennoch finden weiterhin Bestattungen dort statt. Allerdings ist eine Familiengruft dafür Voraussetzung.

## Gräber

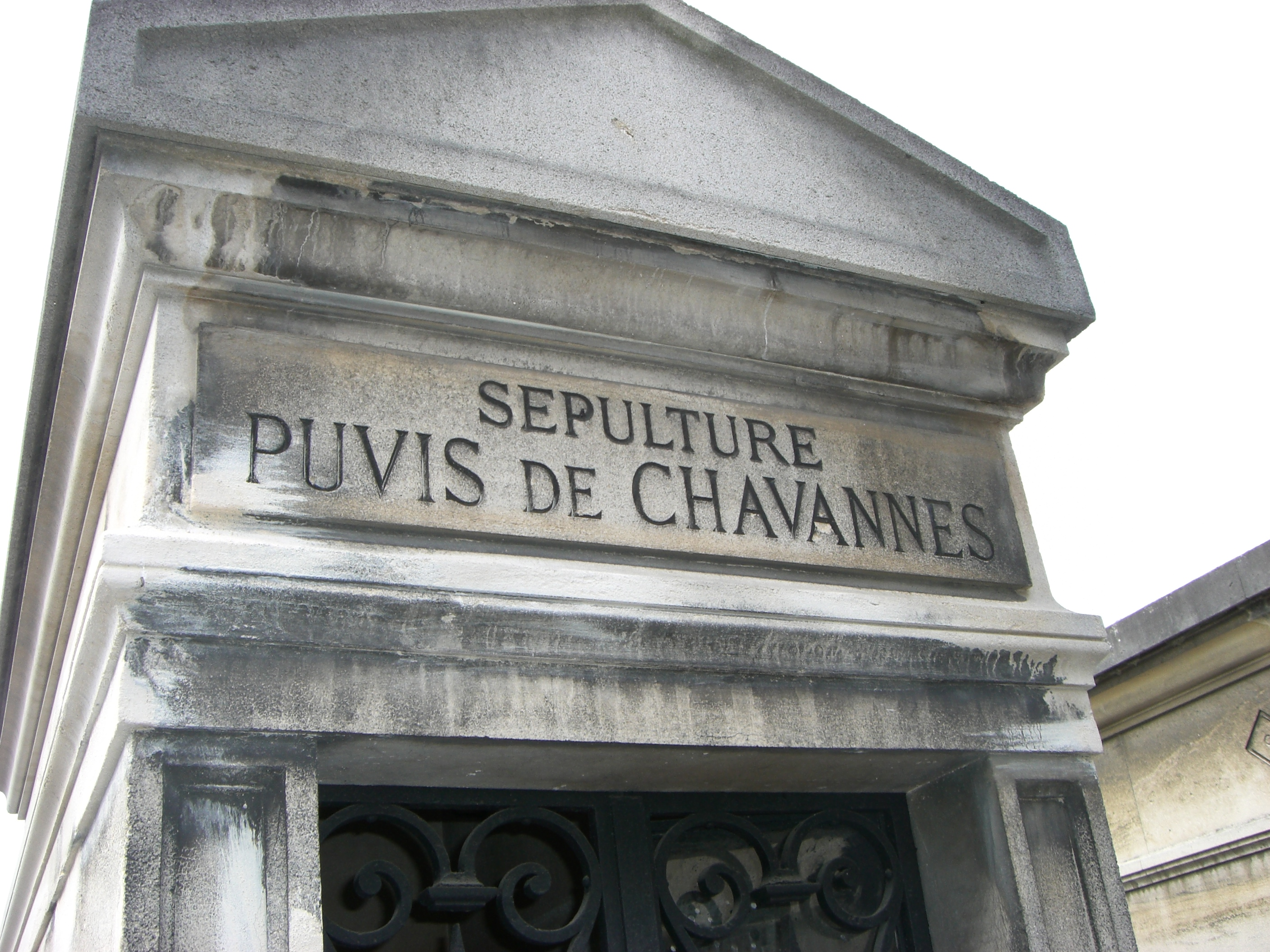
Grabmal von Puvis de Chavannes und seiner Familie

Unter den auf dem Friedhof beigesetzten Persönlichkeiten findet man:
- André Bettencourt (1919–2007), Politiker
- Liliane Bettencourt[3] (1922–2017), Industrielle
- David David-Weill (1871–1952), Bankier, Kunstsammler und Mäzen
- Pierre Drieu la Rochelle (1893–1945), Schriftsteller
- Anatole France (1844–1924), Schriftsteller
- Pierre Guillaumat (1909–1991), Politiker und Manager
- Josef Hoëné-Wronski (1776–1853), Philosoph und Mathematiker[4]
- Paul Meurisse (1912–1979), Schauspieler
- Victor Noir (1848–1870), Journalist
- Pierre Puvis de Chavannes (1824–1898), Maler
- Eugène Schueller (1881–1957), Gründer des Kosmetikkonzerns L’Oréal
- Michel Serrault[5] (1928–2007), Schauspieler